# Janez Peklenik
Janez Peklenik, slovenski inženir strojništva, * 11. junij 1926, Tržič, † 16. marec 2016.
Peklenik je bil 36. rektor Univerze v Ljubljani (1987-1989).
Peklenik je bil član SAZU, ustanovitelj in prvi predsednik (1995-2001) ter nato častni član Inženirske akademije Slovenije.